# Dekkingsgraad
De dekkingsgraad is een (globale) indicator voor de vermogenspositie van een pensioenfonds: hierbij wordt de actuele waarde van de beleggingen gedeeld door de contante waarde van de pensioenverplichtingen.

## Berekening dekkingsgraad
Voor de berekening van de dekkingsgraad wordt de actuele waarde van de beleggingen gedeeld door de contante waarde van de pensioenverplichtingen. Voor de actuele waarde van de beleggingen wordt de marktwaarde gebruikt. Over dit deel van de berekening is weinig discussie, maar wel over de berekening van de contante waarde van de pensioenverplichtingen. Voor deze berekening is de hoogte van de rente waarmee de verplichtingen contant worden gemaakt, de disconteringsvoet, essentieel en hier is in Nederland veel discussie over gevoerd. Kleine veranderingen in de gebruikte rente hebben grote invloed op de uitkomst vanwege het hoge aantal deelnemers, hun pensioenrechten en de lange termijn waarover de pensioenen worden uitgekeerd.

## Definities dekkingsgraden
Er zijn diverse berekeningen van de dekkingsgraad. In Nederland zijn de volgende twee het meest gangbaar:
- Bij de berekening van de nominale dekkingsgraad wordt geen rekening gehouden met de (voorwaardelijke) toekomstige indexatie.
- Bij de reële dekkingsgraad worden de (voorwaardelijk) toekomstige indexaties (waardevast of welvaartsvast) wel meegenomen.

## Nederland

### Beleidsdekkingsgraad
Vanaf 1 januari 2015 moeten Nederlandse pensioenfondsen bij beleidsbeslissingen gebruikmaken van de beleidsdekkingsgraad. Dit is het gemiddelde van de laatste 12 maandelijkse nominale dekkingsgraden. De beleidsdekkingsgraad is daardoor stabieler dan de oude dekkingsgraad die de financiële positie van het pensioenfonds aan het einde van iedere maand berekende. Zulks is geregeld in artikel 12a lid2 van het Besluit financieel toetsingskader pensioenfondsen (FTK).

### Toelichting dekkingsgraad
In Nederland wordt de contante waarde van de pensioenverplichtingen, nominaal of reëel, berekend aan de hand van een rentecurve. Dit is in tegenstelling met de meeste andere landen. Deze afleiding wordt ook wel gebruikt om de marktwaarde van de obligaties te berekenen i.e. door de cashflows (verplichtingen dan wel uitkeringen) te verdisconteren tegen de rente per de looptijd van de desbetreffende cashflow. Strikt gezien levert de deling van de cashflows dus een deling op van de waarde van de beleggingen gedeeld door de waarde van een obligatie (die deze cashflows vertegenwoordigt). Dus een dekkingsgraad van 100% betekent in dit geval dat als ik op dit moment al mijn vermogen beleg in deze obligatie dan heb ik daarmee voldoende middelen voor en in het geval van 95% dus niet. De huidige terminologie die gebruikt wordt is: "Bij een dekkingsgraad van 100% heeft een pensioenfonds net genoeg vermogen om zijn verplichtingen na te komen, boven de 100% beschikt het fonds over buffers. Bij een lager percentage dan 100% is er sprake van onderdekking."

### Waar komt deze methode vandaan?
Op basis van het renteakkoord in het verleden maar ook de overgang van nominale naar marktwaardering hebben hier een rol in gespeeld. Bedrijven hebben op hun balans ook verplichtingen. Deze verplichtingen worden gebruikt om het bedrijf te financieren. In het verleden heeft men dus gesteld dat de waardering van de verplichtingen op de balans van een bedrijf op eenzelfde manier ook toegepast kan worden op een pensioenfonds. Strikt genomen gaat deze conclusie niet op omdat de verplichtingen niet kunnen worden geherfinancierd.
Momenteel wordt gezocht naar een oplossing voor deze methode waarbij alleen de risicovrije rentecurve als oplossing wordt bekeken. De ingevoerde UFR-rentecurve is hiervan een voorbeeld.

### Wat zegt de dekkingsgraad
Elke ontwikkelde maatstaf heeft zijn voor- en nadelen. De dekkingsgraad vormt geen garantie voor de (hoogte van de) uitkeringen. Een pensioenfonds met een hoge dekkingsgraad, maar met een hoog vereist rendement op haar vermogen kan in gevaar komen wanneer de rente daalt. Afhankelijk van de verplichtingenstructuur en daarmee samenhangende rentecurve is het niet op voorhand te zeggen of een pensioenfonds met een dekkingsgraad van 100% beter is dan een pensioenfonds met 95%. Hiervoor dient ook naar andere maatstaven gekeken te worden. Naast dat de rentecurve op dagbasis verandert, is deze ook nog eens indirect afhankelijk van de kredietwaardigheid van het land. Zo moeten bijvoorbeeld verplichtingen met een uitkering in Amerikaanse dollars ook tegen de rentecurve voor die valuta worden verdisconteerd. Een Grieks pensioenfonds zou bijvoorbeeld anno 2011 geen problemen met de dekkingsgraad hebben, ceteris paribus (al het overige gelijkblijvend) de stand van het vermogen en zijn verplichtingsstructuur. Voor de onderlinge vergelijkbaarheid van pensioenfondsen moet daarom altijd een kanttekening geplaatst worden.

### Nagestreefde dekkingsgraad
De nagestreefde dekkingsgraad hangt af van een aantal factoren:

#### Eisen van het pensioenfonds zelf
In het kader van risicobeheersing stellen pensioenfondsen zelf vast wat een acceptabele minimum dekkingsgraad is. Dit beleid is vooral van belang voor de sponsor(s) (het bedrijf of de bedrijfstak waar de begunstigden werken of hebben gewerkt) omdat zij in geval van onderdekking vaak de eerst aangesprokenen zullen zijn om de onderdekking weg te werken.

#### Minimale dekkingsgraad vereist door de overheid
De overheid stelt in het kader van het toezicht op de pensioenfondsen eisen aan de solvabiliteit. Dit vindt zijn uitwerking in een minimum dekkingsgraad. Een pensioenfonds dat onder de minimale dekkingsgraad komt (in Nederland 105%) moet een herstelplan afspreken met de toezichthouder, waarin binnen een beperkte termijn de onderdekking wordt weggewerkt.

#### Buffervereisten van de overheid
Buffervereisten gaan uit van de gedachte dat er een reserve aan geld moet worden opgebouwd voor tijden waarin de financiële markten slechte resultaten laten zien. Buffervereisten zijn logischerwijs gekoppeld aan de structuur van de beleggingsportefeuille, dat wil zeggen dat volatielere beleggingscategorieën, zoals aandelen een hogere buffer moeten hebben dan stabielere beleggingscategorieën, zoals obligaties. In Nederland komen de buffervereisten uit op een dekkingsgraad tot 130%.
Buffervereisten worden niet alleen door sommige Nederlandse auteurs als controversieel ervaren, zij worden buiten Nederland ook nauwelijks of niet toegepast. In andere landen bestaan ook beschermings- en controlemechanismes voor de solvabiliteit zoals sponsorgaranties en nationale garantiefondsen. Daar staat tegenover dat de hoogte van de Nederlandse buffervereisten en de lengte van de hersteltermijn dan nog steeds onvoldoende tegemoetkomt aan het lange-termijnkarakter van verplichte, collectieve pensioenfondsen.
Buffervereisten leiden tot extra besparingen in economisch slechte tijden en minder besparingen in economische goede tijden; ze zijn pro-cyclisch. Buffervereisten zijn ook geen extra reserve, die in slechte tijden kan worden aangesproken, maar een extra verplichting die in principe ook in slechte tijden in stand gehouden moet worden. Bovendien kunnen buffervereisten tot permanent slechtere beleggingsresultaten leiden: de makkelijkste manier om aan de buffervereisten te voldoen is de beleggingsportefeuille aan te passen. Dit kan leiden tot een vicieuze cirkel, waarin de aanpassingen via een lager rendement leiden tot een lagere dekkingsgraad en nog meer aanpassingen, totdat de portefeuille vrijwel geheel uit obligaties bestaat, waardoor het rendement sterk zou dalen en de risicospreiding gevoelig zou afnemen.
Het mechanisme van aanpassen van de beleggingsportefeuille aan buffervereisten werkt, in grote lijnen, als volgt. Voor elke asset-categorie -in hoofdzaak obligaties en aandelen- wordt vastgesteld welke volatiliteit (mate van waardefluctuatie) hij heeft. Bij een hogere volatiliteit hoort een hogere buffer: een groter "stootkussen" om waardeschommelingen op te vangen. Een portefeuille die een groter percentage aandelen bevat, vergt uit hoofde van dit systeem een grotere buffer: aandelen hebben nu eenmaal grotere waardefluctuaties. Aan de andere kant: aandelen hebben, over een lange reeks van jaren, een hoger rendement dan obligaties. Een portefeuille met meer obligaties kan dus wel met een lagere buffer volstaan, doch zal, over die reeks van jaren, vermoedelijk een lager rendement genereren, zodat de totale waarde van de portefeuille aan het eind van die periode vermoedelijk lager is. En dit impliceert dus weer een slechtere dekkingsgraad.
In de praktijk is de dekkingsgraad bijzonder volatiel gebleken: na twee goede jaren hebben de meeste pensioenfondsen eind 2005 de vereiste dekkingsgraad bereikt en verdere reserves opgebouwd in de daaropvolgende goede jaren, maar dit kalfde ook weer snel af in slechte jaren. Door dit mechanisme geeft de dekkingsgraad eerder een beeld van veranderingen op de financiële markten dan van veranderingen in de solvabiliteit van de pensioenfondsen. Ook is gebleken dat de buffervereisten verschillend hebben uitgewerkt: de grotere pensioenfondsen hebben over het algemeen hun portefeuilleverdeling gehandhaafd, zij het dat ze bij elke goede gelegenheid weer wat meer dekking van het renterisico inkopen. De kleinere fondsen hebben meestal besloten het renterisico op de top van de markt in te dekken. Hierdoor hebben zij veel minder kunnen profiteren van het herstel van de financiële markten. Voor deze fondsen hebben de nieuwe buffervereisten dus pervers gewerkt.
De term "pro-cyclisch", die hierboven werd gebruikt, heeft hier betrekking op de gang van zaken binnen het pensioenfonds, en slaat dus niet zozeer op de macro-economische gevolgen van het beleggingsbeleid van pensioenfondsen. Het is uiteraard wel zo dat de wijze van beleggen door pensioenfondsen een zeker effect op de conjunctuur heeft.

#### Onderdekkingskans
De onderdekkingskans is de kans dat het fonds niet in een situatie van onderdekking terecht kan komen. In Nederland is de onderdekkingskans 97,5%, wat betekent dat statistisch gezien een fonds gemiddeld eens in de 40 jaar in een situatie van onderdekking zal belanden. Een hogere onderdekkingskans zou grote gevolgen hebben voor de dekkingsgraad. Een onderdekkingskans van 99,5% (eens per 200 jaar onderdekking), gebruikelijk voor het toezicht op banken, zou een dekkingsgraad van rond 170% opleveren voor pensioenfonds. Overigens heeft de kredietcrisis ons geleerd dat statistische modellen vaak tekortschieten, omdat de gemodelleerde risico's in veel grotere mate met elkaar bleken samen te hangen dan eerder werd aangenomen.
Naast de dekkingsgraad is de hersteltermijn van belang voor de kosten van zekerheid. Een te lange hersteltermijn werkt laksheid in de hand, een te korte termijn voert tot grote gedwongen besparingen die niet alleen de solidariteit tussen generaties op spel zetten, maar ook de pro-cyclische werking verscherpen.

### Bestrijden van onderdekking
Onderdekking betekent dat als het pensioenfonds onmiddellijk zou ophouden te bestaan, de verplichtingen ervan niet nagekomen zouden kunnen worden onder de aannames van de berekeningen. Als daarentegen wordt uitgegaan van een lopend bedrijf (going concern) heeft het gemiddelde fonds nog tientallen jaren gelegenheid om de onderdekking geleidelijk weg te werken.
Om een dreigende ontoereikende vermogenspositie te bestrijden, beschikt een pensioenfonds over diverse opties:
- het verhogen van de beleggingsrendementen
- het beperken van de indexering van lopende pensioenen
- het verhogen van de premies
- het verschralen van de pensioenbelofte, bijvoorbeeld door het invoeren van een middelloonsysteem
- het afdekken van de verplichtingen.
- het korten van pensioenaanspraken en lopende pensioenen (ook afstempelen genoemd)

#### Verhogen van de beleggingsrendementen
De gewoonlijk meest rendabele methode is het (trachten te) verhogen van de beleggingsrendementen. Dit brengt echter een verhoging van het risicoprofiel van de beleggingsportefeuille met zich mee (tenzij inefficiënte beleggingsmethodes worden beëindigd), terwijl het effect ervan ongewis is, en ook heel goed enige (tot geruime) tijd op zich kan laten wachten. Hogere rendementen laten zich niet afdwingen.

#### Beperken van de indexering van lopende pensioenen
Het achterwege laten of niet volledig doorvoeren van indexering (inflatiecorrectie) van lopende pensioenen heeft een tamelijk sterk positief effect op de vermogenspositie, doch hierbij wordt de last geheel bij de huidige pensioenontvangers gelegd. (Een variant hierop is dat een inflatiecorrectie niet volledig plaatsvindt, doch dat toegezegd wordt dat deze alsnog zal plaatsvinden indien in latere jaren de omstandigheden dat toelaten.)

#### Verhogen van de premies
In de praktijk worden pensioenpremies meestal door werkgevers en werknemers gezamenlijk gedragen, hoewel in een aantal sectoren een zgn. premievrij pensioen voorkomt, waarbij de werkgever de gehele pensioenpremie betaalt. Dit lijkt echter nauwelijks meer voor te komen. Het verhogen van de door de huidige deelnemers (en hun werkgever(s)) te betalen premies is negatief voor zowel de deelnemers als de werkgevers: de deelnemers zien dit direct in hun netto-salaris, en voor de werkgevers gaan deze verhogingen direct ten laste van hun winst. Beide groepen zijn echter vertegenwoordigd in het bestuur van pensioenfondsen, waardoor ze betrokken zijn bij het functioneren van het fonds en de noodzaak van versoberingen beter begrijpen en accepteren.

#### Verschralen van de pensioenbelofte
Er zijn vele mogelijkheden om de pensioenbelofte te verschralen, van het schrappen van voordelige clausules voor bijzondere gevallen tot ingrijpende structurele maatregelen als een hogere pensioengerechtigde leeftijd. In Nederland zijn rond 2004 zowel ABP als PGGM op een middelloonstelsel overgestapt. Deze fondsen zijn zodanig dominant dat hiermee het merendeel van de Nederlandse deelnemers naar een middelloonsysteem is gegaan. Het vervangen van het eindloonstelsel door het middelloonstelsel komt in de praktijk neer op een verlaging van de uiteindelijk uit te keren pensioenen. In het eindloonstelsel wordt het pensioen (in grote lijnen) berekend over het aantal dienstjaren en het laatst verdiende salaris, in het middelloonstelsel wordt gewerkt met het gemiddelde salaris gedurende de totale periode van pensioenopbouw. Hierbij wordt dan wel rekening gehouden met de inflatie gedurende die periode.

#### Gevaren bestrijden van onderdekking
Verkeert een pensioenfonds zich eenmaal in onderdekking, dan mag een pensioenfonds haar vermogensallocatie met afdekking niet wijzigen. Ofwel een pensioenfonds leidt in de praktijk verlies op haar vermogen door rentecurvestijging naar een bepaald niveau en is daarnaast niet meer in staat uit deze positie te komen. Dit laatste wordt ook wel de DNB-fuik genoemd. Een dergelijke situatie doet zich ook voor bij verzekerde regelingen. Hierbij wordt op een bepaald laag niveau van de dekkingsgraad het totale vermogen omgezet in langlopende obligaties en zal er geen indexatie of andere aanspraken meer kunnen worden toegekend en is een mogelijkheid om meer rendement te behalen uitgesloten.

#### Korten van pensioenaanspraken
Er is een grote kans dat vanaf 2020 en/of 2021 grote pensioenfondsen die samen de meerderheid van alle deelnemers vertegenwoordigen, de pensioenaanspraken moeten korten. Pensioenfondsen mogen hun korting, die geraamd wordt op gemiddeld 10%, echter wel uitsmeren over tien jaar. Dat betekent dat er in tien opeenvolgende jaren, bijvoorbeeld van 2020 t/m 2029, steeds 1% gekort wordt.

### Hoge dekkingsgraad
De geschiedenis heeft geleerd dat een hoge dekkingsgraad ook nadelen heeft. Volgens de Algemene Rekenkamer haalde de regering 30 miljard uit de kas van het ABP. Onder invloed van sterk stijgende aandelenkoersen hadden vele pensioenfondsen in de jaren 90 een zodanig comfortabele positie dat discussies ontstonden over de vraag aan wie het overschot toebehoorde. Sommige ondernemingspensioenfondsen stelden de bijdrage van de werkgever op nihil, een zogeheten "premie-holiday". Er hebben zich zelfs gevallen voorgedaan dat een pensioenfonds een bedrag aan de werkgever terugbetaalde. De verslechterde vermogensverhoudingen van pensioenfondsen, die tot een einde aan deze praktijken noopten, hingen echter samen met dezelfde conjuncturele verslechtering die ervoor zorgde dat een hervatting van de premiebetaling door een werkgever op een voor hem slecht moment kwam. De overheid stelde speciale belastingmaatregelen voor om overschotten weg te belasten en de vakbonden wilden het overschot uitkeren aan de begunstigden en gebruiken voor het verlagen van de premie. Inmiddels is die bovenmatige dekkingsgraad van toen tot de lage dekkingsgraad van 2017 geworden.

### Het afdekken van de pensioenverplichtingen
Gezien er door DNB eisen gesteld worden aan de dekkingsgraad betekent het dus ook dat pensioenfondsen met name sturen op de dekkingsgraad. Dat betekent dat de rentecurvebeweging die er toe leidt dat de verplichtingen stijgen of de dekkingsgraad daalt wordt afgedekt met behulp van een rente-instrument als swaps of swaptions, hetgeen impliceert dat de (boekhoudkundige) waardestijging van de verplichtingen of neerwaartse dekkingsgraad wordt beperkt. Stel de rentecurve stijgt dan betekent dit dat het vermogen (voor het percentage aan obligaties) daalt, de afdekking middels swaps (levert een verlies op) en de verplichtingen dalen eveneens ofwel de dekkingsgraad blijft gelijk.

### Ontwikkeling dekkingsgraad

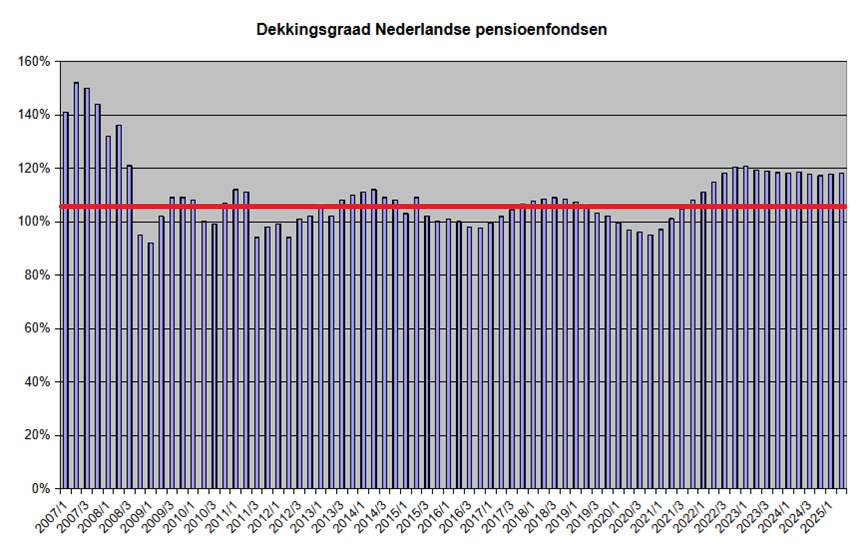
Verloop dekkingsgraad van gezamenlijke Nederlandse pensioenfondsen

Door een combinatie van diverse, hierboven beschreven maatregelen, en door in het algemeen goede beleggingsresultaten in 2005 en 2006 is de vermogenspositie van Nederlandse pensioenfondsen verbeterd. Ultimo 2007 lag de dekkingsgraad van alle Nederlandse pensioenfondsen gezamenlijk op 144%.
De kredietcrisis deed de dekkingsgraad echter aanmerkelijk dalen. Per december 2008 lag het landelijk gemiddelde op 95% en bij de twee grootste pensioenfondsen op 90% bij het ABP en 92% en bij Pensioenfonds Zorg en Welzijn (PFZW). Een jaar later kwam de dekkingsgraad van het ABP uit op 104%. Dit was met inbegrip van een herziening van de geraamde verplichtingen naar aanleiding van langere levensverwachtingen van de deelnemers ("langlevenrisico"), wat een duidelijk nadelig effect had: zonder die herziening van de dekkingsgraad 109% zijn geweest.
DNB droeg pensioenfondsen met een dekkingsgraad lager dan 105% op om uiterlijk 1 april 2009 een herstelplan in te dienen, waarin uiteengezet diende te worden hoe men de dekkingsgraad tot het minimale niveau zou brengen. In juli 2009 bleek dat 20 Nederlandse pensioenfondsen genoodzaakt zouden zijn om vanaf 2012 de nominale pensioenen te korten indien de financiële markten niet tegen die tijd hersteld zouden zijn; van enkele pensioenfondsen keurde DNB het herstelplan af.
De sterk gedaalde rente leidde ertoe dat in mei 2010 Nederlandse pensioenfondsen een dekkingsgraad van 98% hadden. Een korten van de lopende pensioenen en opgebouwde pensioenrechten werd niet denkbeeldig geacht. Vooral door de enigszins gestegen kapitaalmarktrente nam de dekkingsgraad in de rest van het jaar toe en sloot het jaar af op 107%.
Minister Henk Kamp stuurde op 30 mei 2012 een brief met een financieel toetsings-kader (ftk) aan de Tweede Kamer, dat het kabinet voor ogen heeft om het pensioenstelsel weer toekomstbestendig te maken. Als basis voor een wettelijk voorgeschreven reële discontovoet voor het reële contract blijft de risicovrije swaprente (i.c. de rentetermijnstructuur) van kracht. Daarbij zal voor verplichtingen na 20 jaar een ultimate forward rate (ufr) worden voorgeschreven van 4,2% (voorstel Europese Commissie). De dekkingsgraad, mag worden vastgesteld op basis van een twaalfmaands voortschrijdend gemiddelde van de dekkingsgraad. Zo komt onder invloed van Europese regelgeving de vaste rekenrente van 4% die gold voor 2005 weer in zicht.
De continuïteitsanalyse komt per 2015 te vervallen. In de plaats hiervan wordt de jaarlijkse haalbaarheidstoets ingevoerd. Met de haalbaarheidstoets monitort het pensioenfonds of het verwacht pensioenresultaat en het pensioenresultaat in het slechtweerscenario in lijn zijn met de door het pensioenfonds zelf gekozen ondergrenzen.

In de onderstaande figuur nog een overzicht van de vermogens en verplichtingen van alle Nederlandse pensioenfondsen. Ondanks de daling van de dekkingsgraad in de periode van 2007 tot en met 2021 zijn de voorzieningen per deelnemer bijna verviervoudigd. De stijging is vooral het gevolg van de lagere rente waartegen de pensioenverplichtingen zijn contant gemaakt, maar ook de langere periode waarover de pensioenen in de toekomst zullen worden uitgekeerd omdat de mensen langer leven, speelde een rol van betekenis. De verhoging van de AOW leeftijd heeft juist een dempend effect op de stijging van de technische voorzieningen.
| Jaar   | (A) Beschikbare middelen (× miljarden) | (B) Technische voorzieningen (× miljarden) | (A) / (B) Dekkings- graad | Beleids- dekkings- graad | (C) Actieve deelnemers (×1000) | (B) / (C) Voorziening per deelnemer |
| ------ | -------------------------------------- | ------------------------------------------ | ------------------------- | ------------------------ | ------------------------------ | ----------------------------------- |
| 1Q2007 | € 667                                  | € 474                                      | 141%                      |                          | 5761                           | € 82.200                            |
| 4Q2007 | € 684                                  | € 475                                      | 144%                      |                          | 5560                           | € 85.400                            |
| 4Q2008 | € 578                                  | € 605                                      | 95%                       |                          | 5600                           | € 108.000                           |
| 4Q2009 | € 666                                  | € 611                                      | 109%                      |                          | 5508                           | € 111.000                           |
| 4Q2010 | € 748                                  | € 701                                      | 107%                      |                          | 5487                           | € 127.800                           |
| 4Q2011 | € 804                                  | € 819                                      | 98%                       |                          | 5511                           | € 148.500                           |
| 4Q2012 | € 918                                  | € 900                                      | 102%                      |                          | 5458                           | € 164.900                           |
| 4Q2013 | € 953                                  | € 867                                      | 110%                      |                          | 5330                           | € 162.700                           |
| 4Q2014 | € 1132                                 | € 1051                                     | 108%                      |                          | 5198                           | € 202.100                           |
| 4Q2015 | € 1146                                 | € 1122                                     | 102%                      | 104%                     | 5403                           | € 207.700                           |
| 4Q2016 | € 1272                                 | € 1236                                     | 102%                      | 98%                      | 5328                           | € 242.000                           |
| 4Q2017 | € 1345                                 | € 1227                                     | 109%                      | 107%                     | 5423                           | € 226.000                           |
| 4Q2018 | € 1329                                 | € 1277                                     | 103%                      | 108%                     | 5618                           | € 227.000                           |
| 4Q2019 | € 1561                                 | € 1490                                     | 102%                      | 102%                     | 5614                           | € 265.000                           |
| 4Q2020 | € 1691                                 | € 1676                                     | 100%                      | 95%                      | 5859                           | € 286.000                           |
| 4Q2021 | € 1816                                 | € 1577                                     | 108%                      | 108%                     | 5805                           | € 272.000                           |
| 4Q2022 | € 1439                                 | € 1234                                     | 120%                      | 120%                     | 5912                           | € 209.000                           |
| 4Q2023 | € 1564                                 | € 1354                                     | 118%                      | 118%                     | 6176                           | € 219.000                           |